# آوانگارد (شهرستان ایگلینسکی، باشقیرستان)
آوانگارد (انگلیسی: Avangard, Iglinsky District, Bashkortostan) یک شهرک در شهرستان ایگلینسکی استان باشقیرستان کشور روسیه است.